# Europeiska unionens symboler

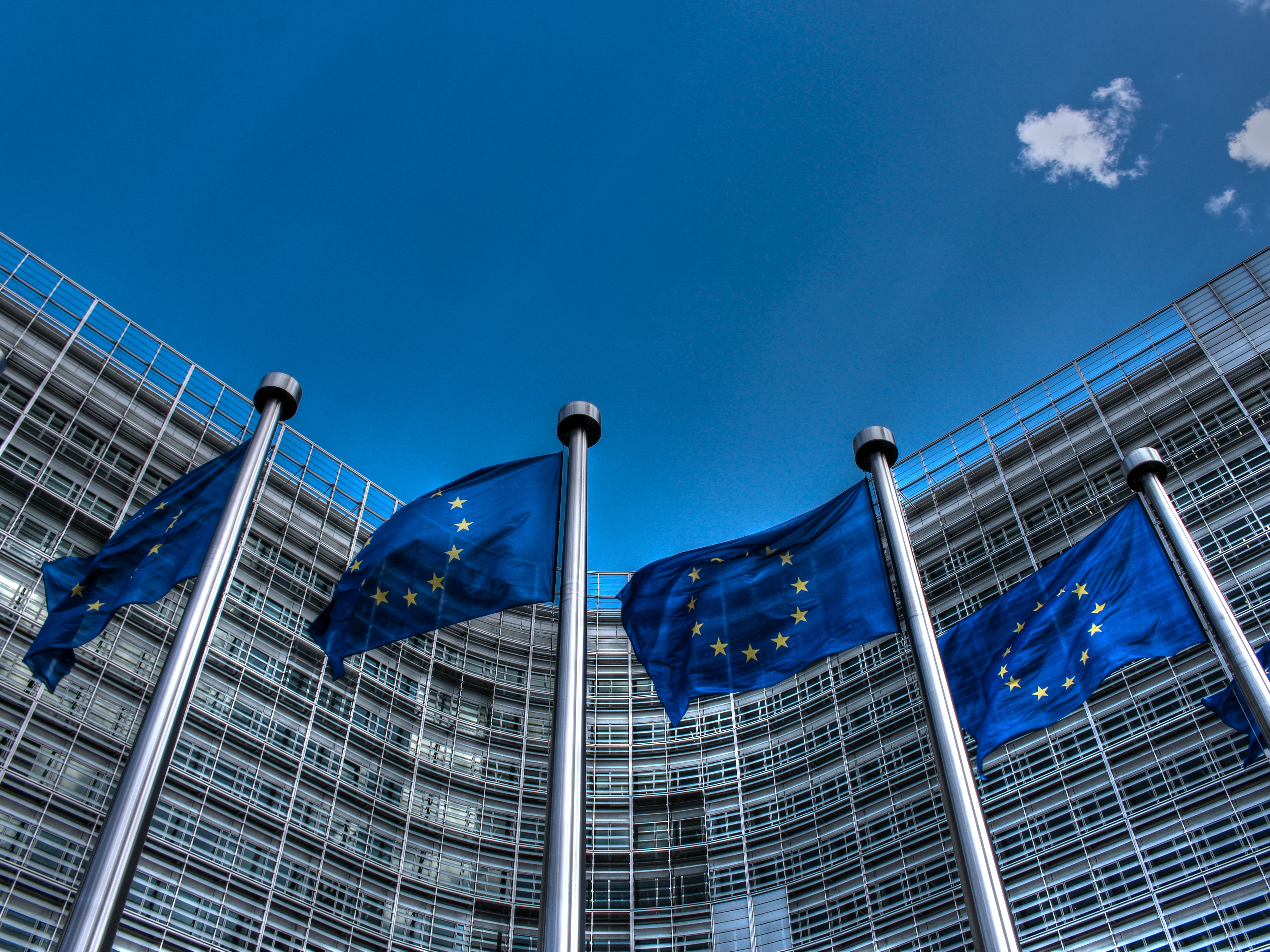
Europeiska flaggan, en av symbolerna.

Europeiska unionens symboler omfattar följande fem symboler:
- europeiska flaggan,
- Europahymnen Hymn till glädjen i Ludwig van Beethovens nionde symfoni,
- mottot Förenade i mångfalden,
- euron, och
- Europadagen den 9 maj.

Förutom att vara symboler för Europeiska unionen och dess institutioner används de också i ett vidare sammanhang som symboler för europeisk integration. Flaggan och hymnen används till exempel av Europarådet, som är en separat internationell organisation. Europarådet firar även Europadagen, men den 5 maj istället för den 9 maj.

## Historia
De första symbolerna – flaggan, hymnen och Europadagen – antogs av Europeiska rådet vid dess sammanträde i Milano den 28–29 juni 1985. De tre symbolerna var redan etablerade symboler för Europarådet, en separat internationell organisation, som dock uppmanade andra europeiska organisationer att ställa sig bakom symbolerna. Europeiska rådet valde emellertid att instifta Europadagen den 9 maj till minne av Schumandeklarationen istället för den 5 maj till minne av Europarådets bildande.
Europeiska rådets godkännande av symbolerna var en del av ett större paket av åtgärder som antogs på förslag av Adonnino-kommittén, som Europeiska rådet hade tillsatt året dessförinnan med syfte att stärka det europeiska samarbetets folkliga förankring. Utöver symbolerna föreslog kommittén, som leddes av den italienska Europaparlamentarikern Pietro Adonnino, bland annat gemensamma pass, registreringsskyltar och idrottsevenemang. Flera av förslagen var dock kontroversiella och inte minst Storbritannien var skeptiskt till att anta en gemensam flagga eftersom detta ansågs ge samarbetet alltför statsliknande drag. Officiellt antogs därför flaggan istället som ett rektangulärt emblem.
Under 1990-talet tillkom euron och eurosymbolen som symboler för unionen. Mottot Förenade i mångfalden gjordes till en av unionens symboler den 4 maj 2000.

## Rättsligt erkännande
|  | Medlemsstater som initialt anslöt sig till förklaringen om symbolerna |

|  | Medlemsstater som senare anslöt sig till förklaringen om symbolerna |

Även om flera av symbolerna har använts av Europeiska unionens institutioner ända sedan mitten av 1980-talet har de aldrig erkänts som officiella symboler för unionen i dess fördrag. Genom Europeiska konstitutionen hade de fem symbolerna – flaggan, hymnen, mottot, valutan och Europadagen – blivit erkända som officiella symboler. Förslaget till konstitution avslogs dock i folkomröstningar i Frankrike och Nederländerna under 2005 och kunde därför aldrig träda i kraft.
I det omarbetade förslaget till fördrag, Lissabonfördraget, togs alla referenser till symbolerna bort med hänvisning till att de ansågs ge unionen alltför statsliknande drag. Istället valde 16 medlemsstater – nästan samtliga sådana som tidigare hade ratificerat förslaget till konstitution – att foga en icke-bindande förklaring till Lissabonfördraget där de förklarade att de fem symbolerna ”även i fortsättningen för dem kommer att vara symboler för medborgarnas gemensamma tillhörighet till Europeiska unionen och deras anknytning till denna”. Av de ursprungliga grundarstaterna var det endast Frankrike och Nederländerna, där förslaget till konstitution hade avslagits, som valde att inte ställa sig bakom förklaringen. I oktober 2017 valde dock Frankrikes nyvalda pro-europeiska president Emmanuel Macron att ansluta Frankrike till förklaringen av rent symboliska skäl. Eftersom förklaringen är icke-bindande saknar den någon större praktisk betydelse.
Som svar på borttagandet av alla referenser till unionens symboler i Lissabonfördraget valde Europaparlamentet, på initiativ av Europaparlamentarikern Jo Leinen, att i oktober 2008 på egen hand erkänna symbolerna genom en ändring i parlamentets arbetsordning. Enligt arbetsordningen ska europeiska flaggan hissas i alla parlamentets lokaler och vid samtliga officiella arrangemang. Till exempel återfinns den i vart och ett av parlamentets sammanträdesrum. Enligt arbetsordningen ska även Europahymnen spelas vid varje konstituerande sammanträde och vid andra högtidliga sammanträden. Vidare återges mottot på alla officiella handlingar och Europadagen högtidlighålls den 9 maj varje år.
De andra institutionerna inom unionen har inte gått lika långt i sitt formella erkännande av symbolerna, men framför allt europeiska flaggan används i stor utsträckning av samtliga av unionens institutioner, organ och byråer. Europadagen brukar även uppmärksammas av flera andra institutioner.